# Medúlla
Medúlla (в переводе с лат. — «Мозг») — пятый сольный студийный альбом исландской певицы Бьорк, вышедший в 2004 году. Содержит песни на английском и исландском языках. Особенность этого альбома заключается в том, что практически вся музыка — обработанные на компьютере сложные вокальные партии, образующие полифоническую структуру. Из привычных инструментов Бьорк оставила барабаны и фортепиано в одном из треков.
С песней «Oceania» Бьорк выступила на открытии Олимпийских игр в Афинах.

## Концепция
Medúlla как медицинский термин обозначает костный мозг, но также это переводится с латыни как сердцевина, сущность. Бьорк хотела придать альбому глубинное, «первобытное» звучание. «Что-то во мне стремилось уйти от цивилизации, перемотать жизнь до момента, когда все только начиналось и выяснить, „Где же человеческая душа? Что же пойдет не так, если мы будем действовать, не опираясь на цивилизацию, религию и патриотизм?“ Сначала я хотела назвать альбом „Ink“, потому что хотела, чтобы он походил на кровь наших предков, которая течет в каждом из нас; на дух древних народов, необузданный и глубокий, дух, который продолжает жить». 
На ранних стадиях записи, экспериментируя в студии, Бьорк обнаружила, что эффект, наиболее близкий желаемому, возникает, если заглушить все дорожки кроме вокальных. После этого она пришла к концепции альбома, состоящего полностью из человеческих голосов.

## Создание
Помимо ведущей вокальной партии, часть звуков также представляют собой голос Бьорк, сильно обработанный на компьютере. Также в записи принимали участие Исландский хор и несколько приглашённых вокалистов и битбоксеров.
В записи как минимум двух песен с этого альбома принял участие Роберт Уайетт. Также в записи треков «Pleasure Is All Mine» и «Where Is the Line» принял участие Майк Паттон, наиболее известный по работе в Faith No More, Mr. Bungle, Fantômas, Tamahawk, Jonh Zorn.
Процесс создания альбома был запечатлён в 50-минутном документальном фильме «The Inner Or Deep Part Of An Animal Or Plant Structure».

## Релиз
Альбом вышел как в стандартных форматах на CD и виниле, так и в шестиканальным звуке высокого разрешения на DVD-Audio и Super Audio CD.

В 2005 году вышло специальное двойное DVD издание, включающее аудио в 5 различных форматах, два документальных фильма и клипы.

## Реакция
| Совокупная оценка    | Совокупная оценка |
| Источник             | Оценка            |
| -------------------- | ----------------- |
| Metacritic           | 84/100            |
| Оценки критиков      |                   |
| Источник             | Оценка            |
| NME                  | 8/10              |
| Pitchfork            | 8.4/10            |
| Entertainment Weekly | A                 |
| Spin Magazine        | B+                |
| Stylus Magazine      | A                 |
| AllMusic             | [ 12 ]            |
| The Guardian         | [ 13 ]            |
| Rolling Stone        | [ 14 ]            |
| Tiny Mix Tapes       | [ 15 ]            |

Альбом был очень хорошо принят критиками. На Metacritic рейтинг альбома составляет 84% на основе 39 рецензий что означает всеобщее признание.
Несмотря на близость к авангардной музыке, альбом достиг первого места в чартах нескольких стран, а также в общеевропейском чарте.
Medúlla была номинирована на премию Грэмми за «Лучший альтернативный альбом», а песня «Oceania» за «Лучшее женское вокальное исполнение». Бьорк была номинирована на премию Brit Awards как «Лучшая международная исполнительница» (её пятая номинация) и на премию MTV Europe Music Awards как «Лучший альтернативный артист». На исландских наградах артистку номинировали на «Певицу года» и «Альбом года». От Q Awards Бьорк получила «Награду за вдохновение». На World Music Awards артистку номинировали в категории «Boundary Crossing». Также были отмечены клипы к альбому: «Triumph of a Heart» (известный клип с котом, от которого пошёл интернет-мем «Я должен...») получил номинацию на «Лучшее видео» от Antville Music Video Awards. «Oceania» и «Who Is It» претендовали на «Лучшее видео» в Исландии (первый клип выиграл). «Desired Constellation» был отмечен на Design and Art Direction Awards.
Альбом был включён в альманах «Тысяча и один музыкальный альбом, который стоит прослушать, прежде чем вы умрёте».
Российский музыкальный журнал «Play» по итогам 2004 года за альбом Medúlla объявил Бьорк «Певицей года».

## Олимпийское выступление
Песня Бьорк «Oceania» стала официальным гимном летних Олимпийских игр 2004 года в Афинах. Международный олимпийский комитет попросил Бьорк написать песню специально для церемонии открытия. Песня написана с точки зрения океана, окружающего материки и на протяжении миллионов лет обозревающего эволюцию живых существ и человека, когда-то вышедших из его лона. Для океана не важны границы, расы и религии, что как раз является объединяющим началом игр. На выступлении Бьорк изображала мать-океанию. Во время песни её платье постепенно разворачивалось и в конце накрыло весь стадион, превратившись в огромную карту мира.
В дальнейшем песня неоднократно попадала с списки лучших олимпийских выступлений. Большинство комментаторов отмечает, что это был самый странный и оригинальный гимн игр, в то же время называя номер Бьорк «утонченно красивым» и «магическим от начала до конца».

## Синглы
С альбома «Medúlla» было выпущено два полных сингла, «Who Is It» и «Triumph of a Heart». На обе композиции были сняты клипы. «Oceania» была выпущена только как промосингл, а релиз «Where Is The Line» был отменён, но на обе песни тоже были сняты клипы. Все они вошли в специальный DVD «Medúlla Videos», где ещё есть клип «Desired Constellation». Последние три клипа не демонстрировались на телеканалах.

## Список композиций
| №   | Название                                                           | Текст песни             | Музыка               | Продюсер         | Длительность |
| --- | ------------------------------------------------------------------ | ----------------------- | -------------------- | ---------------- | ------------ |
| 1.  | «Pleasure Is All Mine»                                             | Björk                   | Björk                | Björk            | 3:26         |
| 2.  | «Show Me Forgiveness»                                              | Björk                   | Björk                | Björk            | 1:23         |
| 3.  | «Where Is the Line»                                                | Björk                   | Björk                | Björk, Mark Bell | 4:41         |
| 4.  | «Vökuró»                                                           | Jakobína Sigurðardóttir | Jórunn Viðar         | Björk            | 3:14         |
| 5.  | «Öll Birtan»                                                       | Björk                   | Björk                | Björk            | 1:52         |
| 6.  | «Who Is It (Carry My Joy on the Left, Carry My Pain on the Right)» | Björk                   | Björk                | Björk            | 3:57         |
| 7.  | «Submarine»                                                        | Björk                   | Björk                | Björk, Mark Bell | 3:13         |
| 8.  | «Desired Constellation»                                            | Björk                   | Björk, Olivier Alary | Björk            | 4:55         |
| 9.  | «Oceania»                                                          | Björk, Sjón             | Björk                | Björk, Mark Bell | 3:24         |
| 10. | «Sonnets/Unrealities XI»                                           | Björk, E.E. Cummings    | Björk                | Björk            | 1:59         |
| 11. | «Ancestors»                                                        | Björk                   | Björk, Tagaq         | Björk            | 4:08         |
| 12. | «Mouth's Cradle»                                                   | Björk                   | Björk                | Björk            | 4:00         |
| 13. | «Miðvikudags»                                                      | Björk                   | Björk                | Björk            | 1:24         |
| 14. | «Triumph of a Heart»                                               | Björk                   | Björk                | Björk            | 4:04         |
| 15. | «Komið» (Японский/iTunes бонус-трек)                               | Björk                   | Björk                | Björk            | 2:02         |